# Борщенко Іван
Іва́н Борще́нко (* 1997) — український військовик, учасник російсько-української війни. Переможець Ігор нескорених-2020.

## З життєпису
Народився 1997 року. Проживає в місті Кропивницький. Пішов на військову службу 2015 року. Поранення зазнав у Донецькій області; інвалід війни.
Мінно-вибухова травма — травмовані дві ноги, голова. Бігом почав займатись 2018 року. На війні був з 2016 по 2019 рік, у складі 57-ї бригади 34-го батальйону.
За його виступами спостерігала і вболівала дружина. Готувався без тренера до міжнародних змагань «Ігри Нескорених». Потрапив до національної збірної, посівши третє місце з легкої атлетики на змаганнях «Звитяга Нескорених» у Києві.
Відзначений дипломом Кропивницького міського конкурсу «Молода людина року»-2021.